# Scranton (Pennsylvanie)
Pour les articles homonymes, voir Scranton.
Scranton est une ville américaine située dans le nord-est de la Pennsylvanie, dans le comté de Lackawanna. Le recensement de 2020 a indiqué une population de 76 328 habitants.

## Histoire
Dans le contexte de crise économique et de conflits sociaux des années 1870, une grève générale nommé Scranton general strike (en) démarre le 23 juillet 1877. Des hommes d'affaires, commerçants et membres des professions libérales formèrent le Scranton Citizen's Corps, dirigé par le maire Robert H. McKune (en) également directeur général de la Lackawanna Iron and Coal Company.
Après avoir délibérément augmenté dans des proportions significatives les prix de tous les commerces de la région, contraignant les grévistes et chômeurs à voler des réserves alimentaires, la milice put répliquer en attaquant les grévistes[réf. nécessaire]. Quatre personnes ont été tuées et des dizaines blessées le 1er août 1877 dans les affrontements qui suivirent, entrainant l'intervention de l'armée fédérale. L’enquête révéla que la milice était entièrement responsable des violences mais ses membres seront acquittés.
Une grande usine d'obus d'artillerie, Scranton Army Ammunition Plant (en) y est ouverte depuis 1953. Elle est opérée depuis 2006 sous le nom de Scranton Operations par General Dynamics Ordnance and Tactical Systems. En 2019, elle est de loin la plus importante des États-Unis, sa capacité de production est de 12 000 obus de 155 mm par mois, et elle entame des travaux pour être en mesure de fabriquer 15 000 obus de 155 mm par mois.

## Démographie
| Groupe            | Scranton | Pennsylvanie | États-Unis |
| ----------------- | -------- | ------------ | ---------- |
| Blancs            | 67       | 73,5         | 58         |
| Latino-Américains | 16       | 8,1          | 19         |
| Afro-Américains   | 7,2      | 10,5         | 12,1       |
| Asiatiques        | 5,5      | 3,4          | 6,2        |
| Métis             | 4        | 3,3          | 4,1        |
| Autres            | 0,5      | 0,4          | 0,5        |
| Amérindiens       | 0,2      | 0,1          | 0,9        |
| Océano-américains | 0,03     | 0,02         | 0,2        |
| Total             | 100      | 100          | 100        |

## Transports
Scranton est desservie par l'aéroport international de Wilkes-Barre/Scranton.

## Sport
La ville est associée à Wilkes-Barre pour l’équipe de hockey sur glace de Penguins de Wilkes-Barre/Scranton de la Ligue américaine de hockey. Cette association existe aussi pour l'équipe de baseball des RailRiders de Scranton/Wilkes-Barre, évoluant en Triple-A dans la ligue internationale, étant affiliés aux Yankees de New York.

## Personnalités liées à la ville
Scranton est la ville natale de Joe Biden, le 46e président des États-Unis.
Le groupe Motionless in White, formé en 2004 est originaire de Scranton.

## Musée
Le Houdini Museum (en) consacré au magicien Harry Houdini a été ouvert à Scranton en 1988.

## Culture
La série américaine The Office, adaptation de la série britannique du même nom, se déroule majoritairement à Scranton.
Dans le film College attitude, Josie prétend venir de Scranton.
Dans le film Maman, j'ai raté l'avion !, la mère du petit Kevin, Kate, prend un vol Paris-Scranton pour tenter de rejoindre son fils resté à Chicago.

## Religion
Le diocèse de Scranton de l’Église catholique a son siège dans la ville à la cathédrale Saint-Pierre ; voir la liste des évêques. On trouve une autre église importante du diocèse dans la ville, la basilique Sainte-Anne, reconnue également sanctuaire national par la Conférence des évêques catholiques des États-Unis.

## Illustration

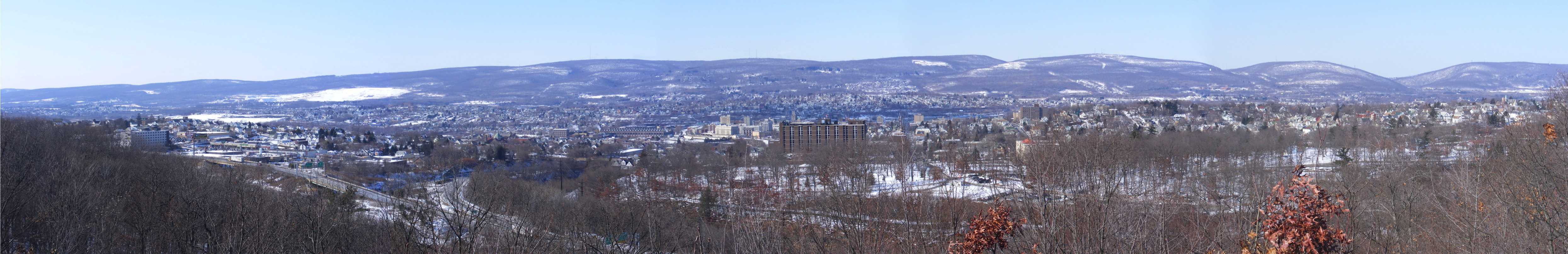
Panorama de Scranton.